# Мадоне
Мадоне (итал. Madone) је насеље у Италији у округу Бергамо, региону Ломбардија.
Према процени из 2011. у насељу је живело 3919 становника. Насеље се налази на надморској висини од 202 м.

## Становништво
Према резултатима пописа становништва 2011. у општини је живело 3.943 становника.
| 1936. | 1951. | 1961. | 1971. | 1981. | 1991. | 2001. | 2011. |
| ----- | ----- | ----- | ----- | ----- | ----- | ----- | ----- |
| 1.027 | 1.138 | 1.340 | 1.851 | 2.553 | 2.782 | 3.181 | 3.943 |

## Партнерски градови
- Vila Nova da Barquinha, Дисе